# よしもと西梅田劇場
よしもと西梅田劇場（よしもとにしうめだげきじょう）は、大阪駅前の西梅田スクエアで2017年9月25日から2019年8月25日にかけて興行に供されていた、よしもとクリエイティブ・エージェンシー→吉本興業運営のお笑い・喜劇専門劇場である。隣接して運営されていたポストよしもとについても本稿で記述する。

## 概要
旧大阪中央郵便局跡地の暫定利用策として、2017年9月25日に開業した。
同日から改装工事のために一時閉館したなんばグランド花月の代替機能を兼ねており、同年12月20日まではこけら落としの「限定！おでかけグランド花月」と題した記念公演を実施した。当初は2018年8月25日に営業終了を予定していたが、営業の継続が決定し、2018年8月27日から改修工事のため休業し、同年9月22日から再開することが決定した。なお、再開発終了後に同等の設備を持った劇場を建設する計画もある。
全国で11番目となる吉本興業の常設劇場で、梅田地区に開業するのは、2008年に閉鎖されたうめだ花月以来9年ぶりとなる。先述の経緯から事実上の仮設劇場であるため、客席はパイプ椅子を仮固定して使用しており、すぐ近くを走るJR線の走行音が聞こえるなど、全体的に簡素な造りとなっていた。
2018年3月31日、当館の東側にお笑い以外の興行（トーク・音楽イベントなど）を行う劇場「ポストよしもと」が開業した。
契約満了に伴い、2019年8月24日にポストよしもとが、翌25日に西梅田劇場がそれぞれ閉館。

## アクセス
- JR西日本
  - JR京都線・神戸線・大阪環状線 - 大阪駅桜橋口
- 阪神電気鉄道
  - 梅田駅- 西改札口
- Osaka Metro
  - 四つ橋線 - 西梅田駅徒歩2分

## 収録番組
- 名門!モウカリマッカー学園 〜西梅田校新聞部〜（テレビ大阪）